# 海尔采高洛姆
海尔采高洛姆，是匈牙利佩斯州所辖的一个村。总面积7.34平方公里，总人口1977，人口密度269.3人/平方公里（2011年1月1日）。